# Videoteatros: Véngan corriendo que les tengo un muerto
Videoteatros: Véngan corriendo que les tengo un muerto é uma série de televisão mexicana produzida por Roberto Gómez Bolaños e exibida em 1993 pelo El Canal de las Estrellas.

## Elenco
- Francesca Guillén - Santa
- Evita Muñoz - Chachita
- Mauricio Macías - Patrolman Peruyero
- Manuel Ojeda - Cueto
- Edith González
- Alfonso Iturralde
- Martha Acuña